# Xerotricha
Xerotricha là một chi ốc cạn hô hấp trực tiếp thuộc phân họ Helicellinae, họ Geomitridae.

## Loài
Danh sách loài của Xerotricha:
- Xerotricha adoptata (Mousson, 1872)
- Xerotricha apicina (Lamarck, 1822)
- Xerotricha bierzona (Gittenberger & Manga, 1977)
- Xerotricha conspurcata (Draparnaud, 1801) - loài điển hình
- Xerotricha corderoi (Gittenberger & Manga, 1977)
- Xerotricha gasulli (Ortiz de Zárate y López, 1950)
- Xerotricha gonzalezi (Azpeitia Moros, 1925)
- Xerotricha huidobroi (Azpeitia Moros, 1925)
- Xerotricha jamuzensis (Gittenberger & Manga, 1977)
- Xerotricha lancerottensis (Webb & Berthelot, 1833)
- Xerotricha madritensis (Rambur, 1868)
- Xerotricha nodosostriata (Mousson, 1872) (uncertain)
- Xerotricha nubivaga (Mabille, 1882)
- Xerotricha orbignii (d'Orbigny, 1836)
- Xerotricha pavida (Mousson, 1872)
- Xerotricha renei (Fagot, 1882)
- Xerotricha silosensis (Ortiz de Zárate y López, 1950)
- Xerotricha vatonniana (Bourguignat, 1867)
- Xerotricha zaratei (Gittenberger & Manga, 1977)
- Xerotricha zujarensis (Ortiz de Zárate y López, 1950)

Đồng nghĩa
- Xerotricha barcinensis (Bourguignat, 1868): đồng nghĩa với Xerotricha madritensis (Rambur, 1868) (đồng nghĩa muộn)
- Xerotricha mariae (Gasull, 1972): đồng nghĩa với Xerotricha conspurcata (Draparnaud, 1801)